# Taiwanomyzus himalayensis
Taiwanomyzus himalayensis är en insektsart. Taiwanomyzus himalayensis ingår i släktet Taiwanomyzus och familjen långrörsbladlöss. Inga underarter finns listade i Catalogue of Life.